# 艾莉·雷斯曼
亚历山德拉·罗斯·“艾莉”·雷斯曼（英語：Alexandra Rose “Aly” Raisman，1994年5月25日—）是美国猶太女子體操運動員。在2012年伦敦奥运会中，芮斯曼作為美国女子體操隊的主力，取得1金的成績。在女子全能比赛中，其獲得的總分成績并列第三。
2017年在《60分钟》的采访中，艾莉·雷斯曼表示隊醫拉里·纳萨尔曾经性虐待过她，自己也是其上百位受害者之一。雷斯曼说，在她15岁的时候，纳萨尔猥亵了她。

## 外部連結
- 艾莉·雷斯曼的X（前Twitter）
- 艾莉·雷斯曼的Facebook專頁
- 艾莉·雷斯曼的Instagram帳戶